# Tributo a José Alfredo Jiménez
Tributo a José Alfredo Jiménez es el nombre de un álbum de estudio del cantante y actor mexicano Pedro Fernández. Este álbum es un homenaje a uno de los artistas más representativos y el mejor compositor de la música ranchera de México, José Alfredo Jiménez; fue lanzado al mercado por PolyGram Latino el 4 de noviembre de 1997.

## Lista de canciones
| Tributo a José Alfredo Jiménez |                         |                      |          |  |
| N.º                            | Título                  | Escritor(es)         | Duración |  |
| 1.                             | «Despacito»             | José Alfredo Jiménez | 3:16     |  |
| 2.                             | «Tú y las nubes»        | José Alfredo Jiménez | 3:20     |  |
| 3.                             | «Un mundo raro»         | José Alfredo Jiménez | 3:17     |  |
| 4.                             | «Si nos dejan»          | José Alfredo Jiménez | 3:00     |  |
| 5.                             | «Pa' todo el año»       | José Alfredo Jiménez | 3:24     |  |
| 6.                             | «El último trago»       | José Alfredo Jiménez | 2:20     |  |
| 7.                             | «Que te vaya bonito»    | José Alfredo Jiménez | 3:17     |  |
| 8.                             | «Amanecí en tus brazos» | José Alfredo Jiménez | 3:09     |  |
| 9.                             | «Paloma Querida»        | José Alfredo Jiménez | 3:00     |  |
| 10.                            | «Cuando sale la luna»   | José Alfredo Jiménez | 3:25     |  |
| 11.                            | «Ella»                  | José Alfredo Jiménez | 3:03     |  |
| 12.                            | «Caminos de Guanajuato» | José Alfredo Jiménez | 3:27     |  |
| 37:59                          |                         |                      |          |  |

- Datos: Q24953258